# Exocentrus pseudonitens
Exocentrus pseudonitens là một loài bọ cánh cứng trong họ Cerambycidae.